# Rudolf Scharpf

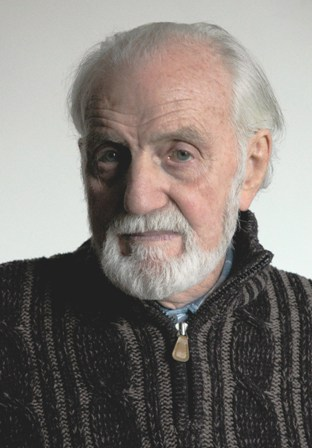
Rudolf Scharpf (2007)

Rudolf Scharpf (* 21. April 1919 in Ludwigshafen am Rhein; † 25. Oktober 2014 ebenda) war ein deutscher Maler und Grafiker.

## Leben
Kindheit und Jugend verbrachte Rudolf Scharpf in seiner Heimatstadt Ludwigshafen am Rhein. 1935 und 1936 besuchte er die Kunstakademie in Karlsruhe und die Freie Akademie in Mannheim, wo er bei Albert Henselmann studierte. Von 1936 bis 1937 war Rudolf Scharpf Schüler der Académie Julian in Paris. Nach seiner Rückkehr nach Ludwigshafen arbeitete er als freischaffender Künstler. Von 1939 bis 1943 folgten Arbeits- und Wehrdienst. Ab 1946 sind erste Ausstellungsbeteiligungen in Ludwigshafen zu verzeichnen. Von 1957 bis 1962 lebte der Künstler mit seiner Familie in Spanien und 1963 gründete er einen zweiten Wohnsitz in Südwestfrankreich. 1975 unternahm er ausgedehnte Reisen in Mexiko und den USA.
Die Schenkung des Elternhauses in der Ludwigshafener Hemshofstraße, sowie sämtlicher zwischen 1945 und 1970 entstandenen Arbeiten an die Stadt Ludwigshafen am Rhein als Rudolf-Scharpf-Stiftung, erfolgte 1977 mit der Maßgabe des Umbaus zur Rudolf-Scharpf-Galerie sowie zur Darstellung des eigenen und des Werkes anderer. Die Rudolf-Scharpf-Galerie ist dem Wilhelm-Hack-Museum zugeordnet und wird durch dieses sowie ein Kuratorium verwaltet. Ein Großteil der in den letzten Jahrzehnten entstandenen Arbeiten des Künstlers, insbesondere auch sein malerisches Werk, befindet sich im Gebäude der Galerie in vorläufiger Verwahrung.
Rudolf Scharpf lebte zuletzt in Ludwigshafen am Rhein.

## Werk

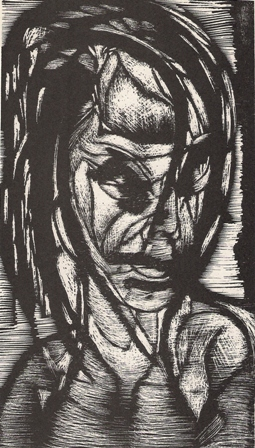
Mädchenkopf, 1962. Holzschnitt

Rudolf Scharpf war vor allem als Holzschneider bekannt. Tatsächlich hatte der Künstler die Ausdrucksmöglichkeiten des Holzschnitts vertieft und erneuert – allerdings nicht ohne sich auch mit vielen anderen Techniken der Bildnerei auseinanderzusetzen. Rudolf Scharpfs Werk reicht von frühen Tonplastiken über ein umfangreiches graphisches Werk, Holztafeln, Buchillustrationen und Mappenwerke bis zu großformatigen Malereien aus den letzten Jahrzehnten. Trotz der schon mengenmäßig kaum systematisierbaren Vielfalt seiner Arbeit durchzieht ein unverkennbar eigener Duktus das Gesamtwerk des Künstlers – ausdrucksmäßig wie formal, eine handschriftlich geprägte Chiffre.
Werke des Künstlers befinden sich in öffentlichem und privatem Besitz.

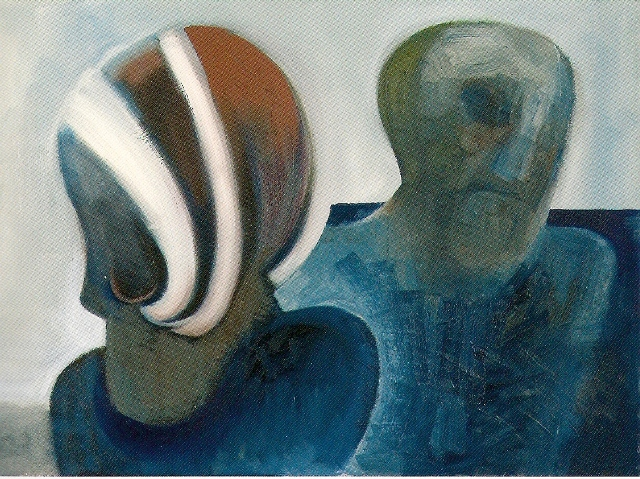
Insel, 2006. Öl, 80×120 cm

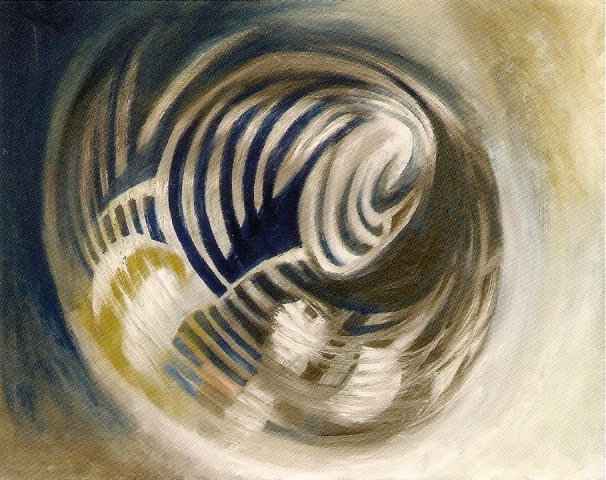
Rotation, 2006. 80×100 cm

## Ausstellungen und Veröffentlichungen (Auswahl)
- 1946 Erste Ausstellungsbeteiligungen in Ludwigshafen
- 1947 Erste Holzschnitt-Mappen
- 1947–1952 Herausgabe der blätter für grafik und dichtung, ab 1946 signaturen genannt.
- 1948 Erste Einzelausstellung in der Galerie Egon Günther in Mannheim
- 1949 Mitglied der Pfälzischen Sezession
- 1957 Möglich, dass es gewittern wird, Alexander Xaver Gwerder, Nachgelassene Prosa, mit vier Holzschnitten von Rudolf Scharpf (ISBN 3-257-01676-X)
- 1958 Ausstellung in Johannesburg
- 1968 Ausstellung in der Galérie du Fleuve, Bordeaux
- 1969 Ausstellung in der Galerie Seifert-Binder, München
- 1969 Herausgabe von Mappenwerken durch Senator Kohl-Weigand in St. Ingbert, Stiftung von 1500 Blättern an die Pfalzgalerie Kaiserslautern
- 1972–1976 Entstehung großformatiger plastisch, graphisch und malerisch gestalteter Holztafeln
- 1973 Wissenschaftlich-künstlerisches Projekt an der Landesklinik für Psychiatrie in Klingenmünster / Rheinland-Pfalz
- 1977 Ausstellung im Zehnthaus-Jockgrim
- 1981 Stiftung z. Förderung der Kunst i. d. Pfalz (Hrsg.), Lina Staab, Gedichte, Linolschnitte von Rudolf Scharpf (50 Exemplare nummeriert und handsigniert von Lina Staab und Rudolf Scharpf)
- 1983 Die Irrfahrt im Zyklon, Dieter Wyss, mit 19 Linoldrucken von Rudolf Scharpf, ISBN 3-7953-0770-8.
- 1989 Heinrich Lenhardt (Hrsg.) Rudolf Scharpf, Holzschnitte/Zeichnungen/Farbblätter, Kaiserslautern
- 1995 Rudolf Scharpf, Holzschnitte und Holztafeln, Pfalzgalerie Kaiserslautern (Hrsg.), ISBN 3-89422-084-8.
- 2007 Eskapade, Jubiläums-Ausstellung zum 30-jährigen Bestehen der Rudolf-Scharpf-Galerie
- 2009 „Blätter aus den letzten Jahren“, Jubiläumsausstellung zum 90. Geburtstag, Herrenhof, Neustadt/Mußbach
- 2013 „Herbstlaub“, Arbeiten auf Papier (1990 bis 2012), Ausstellung in der Rudolf-Scharpf-Galerie, Ludwigshafen am Rhein

Seit ihrem Bestehen veranstaltet die Rudolf-Scharpf-Galerie in regelmäßigen Abständen Einzelausstellungen des Künstlers.

## Auszeichnungen und Ehrungen (Auswahl)
- Deutscher Kunstpreis (Blevin-Davis-Preis), München (1949)
- Reisestipendien des Rheinischen Kulturinstituts (1950, 1952, 1953)
- Ströher-Preis (1955)
- Pfalzpreis für Graphik (1955)
- Preis der Vereinigung Pfälzer Künstler (1984)
- Willibald-Gänger-Preis, Jockgrim (1988)
- Einladung als Ehrengast der Villa Massimo / Rom durch das Kultusministerium des Landes Rheinland-Pfalz (1996)
- Verleihung des Maximilianstalers der Stadt Ludwigshafen am Rhein (2006)